# Milton Pentonville Allen
Sir Milton Pentonville Allen OBE (* 22. Juni 1888; † 17. September 1981) war  Gouverneur von Saint Christopher, Nevis and Anguilla von 1969 bis 1975. Er stammte von Saint Kitts und arbeitete als Journalist und Politiker, bevor er zum Gouverneur ernannt wurde.

## Leben

### Jugend
Allen wurde in Palmetto Point, Saint Kitts geboren. Er war der Sohn eines Steinmetzen und begann seine Ausbildung bei einem Schneider in Basseterre, bevor er sich entschied in die Vereinigten Staaten auszuwandern. Er wurde heimisch in New York City und entwickelte sich zu einem Führer der Westindischen Gemeinde. Unter anderem organisierte er die  finanzielle Unterstützung für die neugebildete Saint Kitts Workers' League (eine Vorläuferorganisation der Labour Party). Nach über 25 Jahren in Amerika kehrte Allen 1935 nach Saint Kitts zurück und wirkte als Herausgeber verschiedener Zeitschriften der Labour-Bewegung.

### Politik
Allen wurde 1958 in das Legislative Council of Saint Christopher-Nevis-Anguilla gewählt, trat jedoch 1962 um seinen Platz für Robert Llewellyn Bradshaw abzugeben, einen Minister der West Indies Federation. Er nahm seinen Platz erst wieder nach der Auflösung der Federation ein und diente eine Wahlperiode lang als "Minister ohne Resort", bevor er zum "Sprecher" gewählt wurde. Er wurde im Juni 1964 zum Officer des Order of the British Empire (OBE) ernannt.

### Governorship und späteres Leben
1969, nach dem Rücktritt von Frederick Albert Phillips wurde Allen kommissarisch als Gouverneur der Inseln ernannt. Anlässlich der 1972 New Year Honours wurde er als Knight Bachelor zum Ritter geschlagen und führte fortan den Namenszusatz „Sir“. und später im Jahr erhielt er die dauerhafte Berufung als Gouverneur. Somit war er der erste einheimische von Saint Kitts der in diese Position gelangte. Allen war bis zum Frühjahr 1975 im Amt, als er in Ruhestand trat und durch Probyn Ellsworth Inniss ersetzt wurde. Er starb im September 1981 im J. N. France General Hospital im Alter von 93 Jahren.
Allen War ab 1937 verheiratet mit Annie Locker.